# غوردون بارتون
غوردون بارتون (بالإنجليزية: Gordon Barton) هو شخصية أعمال أسترالي، ولد في 30 أغسطس 1929 في سورابايا في إندونيسيا، وتوفي في 4 أبريل 2005.